# Кралина, Надежда Петровна
Надежда Петровна Кралина (18 сентября 1923 — 25 января 2016) — советский фольклорист, литературовед, переводчик. Специалист по удмуртскому фольклору. Кандидат филологических наук (1951). Лауреат Государственной премии Удмуртской АССР (1986).

## Биография
Родилась в 1923 году в г. Вольске Саратовской области в многодетной семье рабочего. В 1929 году семья переехала в г. Балаково, где отец работал на судоремонтном заводе.
В июне 1941 года, окончив среднюю школу, поступила в Вольский учительский институт, но начавшаяся Великая Отечественная война не дала приступить к обучению. Работала в Балаковском райпромкомбинате, а в 1942 году, переехав к старшему брату в Ижевск, работала в совхозе «Медведево» — подсобном хозяйстве Ижевского металлургического завода, затем нарядчицей на заводе.
Осенью 1942 года принята без экзаменов на филологический факультет Ижевского педагогического института, была избрана студентами комсомольским вожаком института.
Весной 1943 года Удмуртским обкомом ВЛКСМ была направлена комсоргом на строительство железной дороги «Ижевск-Балезино». В октябре 1943 года — в 20 лет — была принята в члены ВКП(б).
После войны, окончив обучение весной 1946 года, два года работала учителем в средней школе села Каракулино — став там самым молодым и единственным с высшим образованием учителем.
В 1948 году поступила в аспирантуру Ленинградского педагогического института им. М. Н. Покровского, одновременно преподавала в Институте иностранных языков.
В 1951 году, защитив диссертацию на тему «Проблема народности в творчестве Г. Р. Державина».
В 1952—1963 годах — заведующий сектором литературы и фольклора Удмуртского научно-исследовательского института.
В 1963—1985 годах — преподаватель, доцент кафедры русской и зарубежной литературы Удмуртского государственного университета.
Докторскую диссертацию, хотя она была готова на тему «Удмуртский фольклор», не защищала. Её аспирантами были будущие ученые-литературоведы П. К. Поздеев и Д. А. Яшин.
Член Союза писателей СССР с 1959 года, избиралась делегатом IV и VI съездов писателей РСФСР (1975, 1985).
С середины 60-х годов более десяти лет возглавляла Удмуртское отделение Советского Фонда Мира. Дважды избиралась депутатом Ижевского городского Совета.
Выйдя на пенсию в 1984 году, продолжила заниматься научной деятельностью и переводами, принимала участие в подготовке сборников.
Умерла в 2016 году.

## Награды
Лауреат Государственной премии Удмуртской АССР (1986) «за литературную обработку текста и составление книги „Мифы, легенды и сказки удмуртского народа“».
Награждена медалью «Ветеран труда», юбилейной медалью «50 лет Победы в Великой Отечественной войне» и Почётной медалью (1971) Советского Фонда Мира.
Награждена почётными грамотами Президиума Верховного Совета УАССР, Министерства просвещения РСФСР, Министерства просвещения УАССР, Почётным знаком ЦК ВЛКСМ (1968).

## Труды
Автор работ по фольклору и литературе удмуртского народа — научных статей, публикаций фольклорных произведений, отдельных книг.
За книгу «Мифы, легенды и сказки удмуртского народа» в 1986 году удостоена Государственной премии Удмуртской АССР.
Переводчик на русский язык многих произведений удмуртских писателей — романа «У реки Лудзинки» Т. А. Архипова, романа-трилогии «Поклонись земле» Г. К. Перевощикова и других.
Автор автобиографической повести «Дорога, ставшая судьбой» о строительстве в годы Великой Отечественной войны в тылу железной дороги Ижевск-Балезино.